# Franc Turner
Franc Turner - Kostja, slovenski partizan, politik in politični komisar, * 15. marec 1916, † 9. januar 1997, Beograd.
V NOV in POS je vstopil 28. junija 1942. Kot pripadnik Cankarjeve brigade je bil eden izmed odposlancev, ki so se udeležili Zbora odposlancev slovenskega naroda v Kočevju.